# Cascada de Sant Esperit
La Cascada de Sant Esperit és un salt d'aigua que es troba en el terme municipal de la Vall de Boí, a la comarca de l'Alta Ribagorça, i dins del Parc Nacional d'Aigüestortes i Estany de Sant Maurici.

## Descripció
Salt del Riu de Sant Nicolau d'uns 30 metres de desnivell, situat per damunt de l'Estany de Llebreta i per davall del Planell de Sant Esperit.

## Rutes
A uns 500 metres de l'extrem oriental de l'Estany de Llebreta, seguint el camí que porta a Aigües Tortes.